# E-habitat

### Definição
E-habitat é a denominação dada a um habitat de inovação em um ambiente híbrido, que pode conter espaços físicos, mas que é predominantemente virtual, estabelecendo relações através de meios de comunicação à distância.
Caracteriza-se pela produção e compartilhamento de informações e tem como objetivo construir um conhecimento coletivo.
Suas atividades contemplam: aceleradora de startups, laboratório de inovação corporativa e clube de investimentos, e são voltadas para o atendimento de pessoas físicas, startups, empresas, investidores, corporações, instituições de ensino e o setor público. 
Está inserido dentro do chamado ecossistema de inovação, composto por diversos atores, sejam eles habitats de inovação físicos, hubs, comunidades, startups, incubadoras, aceleradoras, fundos de investimentos, empresas, parques tecnológicos, instituições de ensino, instituições governamentais e dentre outros.

### Origem
A origem do verbete tem suas raízes na ciência, mais especificamente na Biologia, como vemos:
Habitat é um termo bastante utilizado em Ecologia e diz respeito ao local onde uma determinada espécie vive e desenvolve-se, ou seja, o habitat é o ambiente propício para que uma espécie possa alimentar-se e reproduzir-se..
Habitat não se limita somente a uma espécie de animal, podem ser várias espécies convivendo em um mesmo habitat, e isso inclui os fatores onde os animais, como aves, peixes, mamíferos etc., vivem, se reproduzem e morrem, como terra, água, mar e etc..
Local perfeito para se morar ou lugar em que algo ou alguém costuma frequentar habitualmente: o palco era seu habitat.

### Habitat de Inovação
Parte do entendimento de um e-habitat, perpassa a definição de habitat de inovação. Observe:
Habitats de inovação são espaços diferenciados, propícios para que inovações ocorram, pois são locus de compartilhamento de conhecimento e experiências criativas, estimulando networking e parcerias entre os envolvidos.
Um habitat de inovação costuma unir efetivamente talento, tecnologia, capital e conhecimento em um determinado espaço para alavancar o potencial empreendedor de todo o entorno.

### Habitat de Inovação e sua definição histórica
A concepção de habitats de inovação (HI), vem sendo construída ao longo dos anos. Em 1970, estava atrelada a sistema de inovação, como se pode notar no primeiro trabalho publicado sobre a temática, de Erich Jantsch, em que o autor discute que a inovação, no sistema educacional, com foco na estrutura das universidades, tem que agir de forma a integrar-se em quatro aspectos: empírico, pragmático, normativo e intencional.
Já na década de 1990, os trabalhos sobre habitats de inovação têm como foco o sistema de inovação, ou seja, leis, decretos e ações intangíveis que proporcionam a inovação. No final da década de 1990, as publicações começam a diferenciar sistema de inovação (SI) de habitat de inovação.
Nessa época, Sistema de Inovação era compreendido como uma rede que incluía fatores sociais, políticos, organizacionais, institucionais e outros, os quais influenciavam o desenvolvimento, a difusão e o uso de inovações. Já o habitat de inovação referia-se ao ambiente físico de inovação que proporcionava aos empreendedores a transformação de grandes ideias em empreendimentos de sucesso; eram intitulados de incubadoras de empresas.

### E-habitat e suas contribuições
O e-habitat contribui para a formação da chamada cultura de inovação.
São os saberes, hábitos e crenças que formam uma cultura de inovação. Um e-habitat trabalha diretamente na formação e desenvolvimento da cultura de inovação, bem como na democratização do conhecimento, tornando-o acessível e replicável em grande escala.
A definição de e-habitat foi usada pela primeira vez, em 2022, em Vitória-ES.